# Collège de Navarre

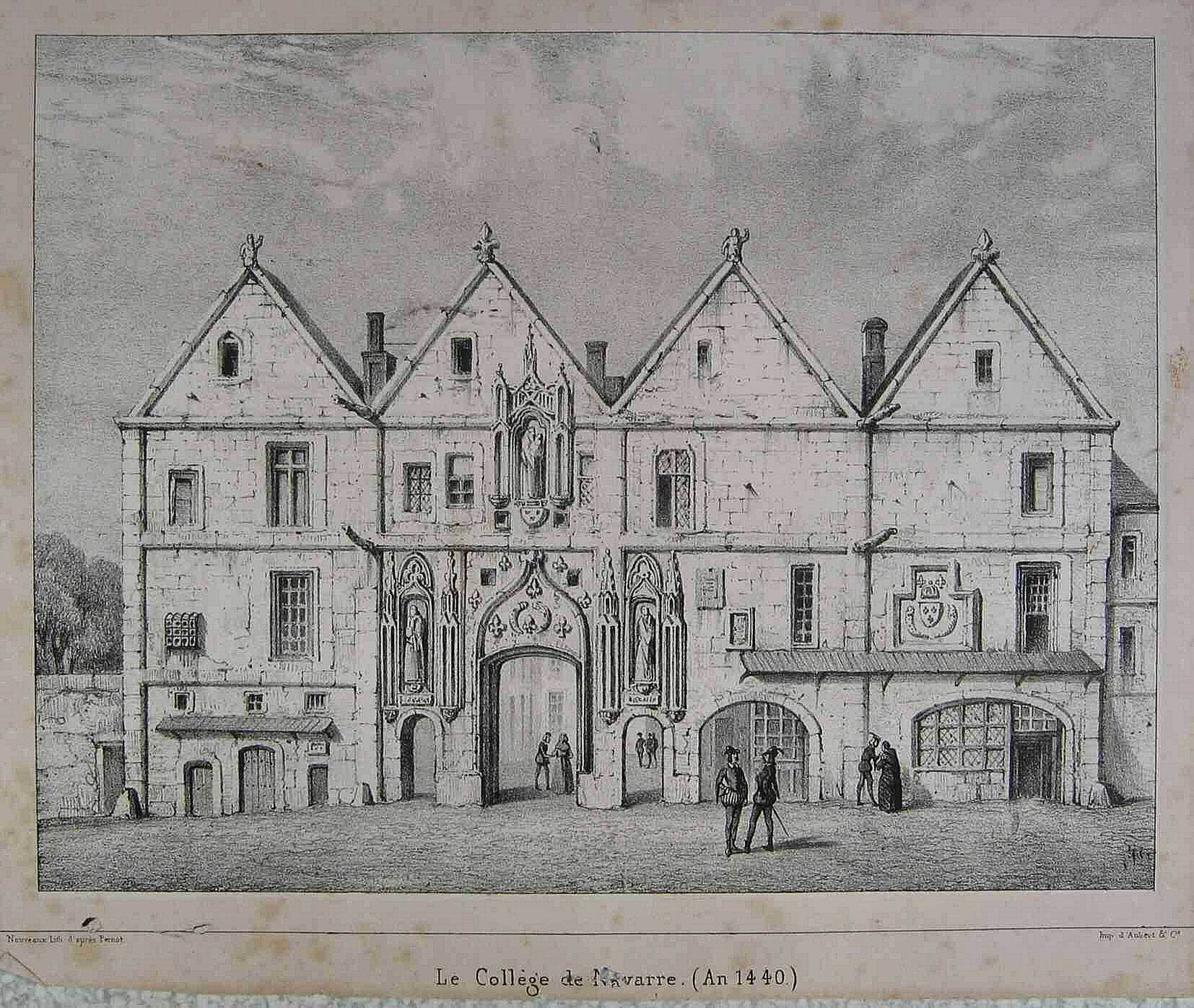
Collège de Navarre (1440)

Das Collège de Navarre war ein Collège der ehemaligen Universität von Paris. Es wurde 1304 von Johanna I. von Navarra, der Ehefrau des französischen Königs Philipp IV. in den Räumlichkeiten ihres Hôtel de Navarre in der Rue Saint-André des Arts gegründet. Ende des 14. Jahrhunderts hatte das Collège de Navarra neu errichtete Gebäude in der Rue de la Montagne-Sainte-Geneviève am Anfang der heutigen Rue Descartes auf dem Montagne Sainte-Geneviève bezogen.
Der Zugang zur Schule war unabhängig von sozialer und landsmannschaftlicher Herkunft. Gelehrt wurden die drei Fächer Grammatik, Logik, Theologie, nicht jedoch Medizin und Recht. Die Schule unterstand seit Beginn einem Großmeister, der den Lehrbetrieb überwachte.
Während der Französischen Revolution wurde das Collège aufgelöst. In seine Gebäude und die des benachbarten Collège de Boncourt zog 1805 auf Napoleons Geheiß die 1794 gegründete École Polytechnique ein.

## Bekannte Schüler und Lehrer
- Nikolaus von Oresme (1325–1382)
- Pierre d’Ailly (1350/1–1420)
- Jean Charlier de Gerson (1363–1429)
- Peter von Luxemburg (1369–1387)
- Pedro de Lerma (1461–1541)
- Octavien de Saint-Gelais (1468–1502)
- Mathurin Cordier (1479–1564)
- Johannes Ravisius (1480–1524)
- Oronce Finé (1494–1555)
- Jean Hennuyer (1497–1578)
- Francisco de Xavier (1506–1552)
- Jacques Amyot (1513–1593)
- Pierre de la Ramée (1515–1572)
- Pierre de Ronsard (1524–1585)
- François de Bonne, duc de Lesdiguières (1543–1626)
- François d’Amboise (1550–1619)
- François d’Escoubleau de Sourdis (1574–1628)
- Thomas Dempster (1579–1625)
- Armand-Jean du Plessis, duc de Richelieu (1585–1642)
- Jacques Bénigne Bossuet (1627–1704)
- Jean de Thévenot (1633–1667)
- André-Hercule de Fleury (1653–1743)
- Jean-Antoine Nollet (1700–1770)
- Jean Goulin (1728–1799)
- Jean Marie du Lau (1738–1792)
- Charles-François Lebrun (1739–1824)
- Nicolas de Condorcet (1743–1794)
- André Chénier (1762–1794)
- Marie-Joseph Chénier (1764–1811)
- Étienne Geoffroy Saint-Hilaire (1772–1844)